# Девнинский сельский совет (Приазовский район)
Девнинский сельский совет (укр. Дівнинська сільська рада) — входит в состав
Приазовского района
Запорожской области
Украины.
Административный центр сельского совета находится в 
с. Девнинское.

## История
- 1943 — дата образования.

## Населённые пункты совета
- с. Девнинское